# Chicago Bruins
Los Chicago Bruins fueron un equipo que jugó en la ABL y posteriormente en la National Basketball League (NBL), competición antecesora de la actual NBA, con sede en la ciudad de Chicago, Illinois. Fue fundado en 1925.

## Historia
El equipo surgió en 1925, gracias al patrocinio del propietario del equipo de fútbol americano de los Chicago Bears, George Halas. Entró a formar parte de la ABL, donde jugó las seis temporadas que duró la competición antes del paréntesis de dos años debido a la Gran Depresión, pero únicamente llegó a jugar el desempate que daba acceso a las finales en 1931, cayendo ante Fort Wayne Hoosiers.
Tras ocho años desaparecido, el equipo renació en 1939 de nuevo de la mano de Halas, incribiendo al mismo en la NBL, donde disputaron tres temporadas, sin alcanzar en ninguna de ellas los playoffs. Su mayor éxito en esta segunda etapa del equipo fue el alcanzar la final de la World Professional Basketball Tournament, donde cayeron 31-29 ante los Harlem Globetrotters.

### Trayectoria
| Año     | Liga | Temp. regular                | Playoffs               |
| ------- | ---- | ---------------------------- | ---------------------- |
| 1925/26 | ABL  | 7º (1ª mitad); 7º (2ª mitad) |                        |
| 1926/27 | ABL  | 7º (1ª mitad); 6º (2ª mitad) |                        |
| 1927/28 | ABL  | 3º, Div. Oeste               |                        |
| 1928/29 | ABL  | 4º (1ª mitad); 7º (2ª mitad) |                        |
| 1929/30 | ABL  | 4º (1ª mitad); 3º (2ª mitad) |                        |
| 1930/31 | ABL  | 5º (1ª mitad); 1º (2ª mitad) | Eliminado en desempate |
| 1939/40 | NBL  | 3º, Div. Oeste               |                        |
| 1940/41 | NBL  | 5º                           |                        |
| 1941/42 | NBL  | 6º                           |                        |